# Daberlenke
Daberlenke är ett bergspass i Österrike.   Det ligger i distriktet Lienz och förbundslandet Tyrolen, i den centrala delen av landet, 300 km väster om huvudstaden Wien. Daberlenke ligger 2 741 meter över havet.
Terrängen runt Daberlenke är huvudsakligen bergig, men den allra närmaste omgivningen är kuperad. Runt Daberlenke är det ganska glesbefolkat, med 26 invånare per kvadratkilometer.. 
Trakten runt Daberlenke består i huvudsak av gräsmarker.